# 山岡淳
山岡 淳（やまおか きよし、1929年 - 2021年）は、日本の心理学者。専門領域は生理心理学。文学博士。日本大学名誉教授。2009年瑞宝中綬章受章。
1951年に国産第1号脳波計を用いて脳波を日本で初めて心理学の研究指標にした。日本における脳波研究および生理心理学のパイオニアである。

## 主な著書
- 1969年 生理心理学 福村出版 ASIN: B000JA11EA
- 1977年 生理心理学―こころとからだ 福村出版 ASIN B000J8Z2OW